# Talk Me Down
«Talk Me Down» —en español: «Hablame»— (estilizado en mayúsculas como "TALK ME DOWN") es una canción del cantante y escritor sudafricano-australiano Troye Sivan, de su primer álbum de estudio y álbum debut Blue Neighbourhood.
Tal Me Down fue escrita por Sivan, Brean Inscore, Brett McLaughlin, Allie X y Emilie Haynie y producida por Haynei e Inscore. La canción fue lanzada primero como un sencillo promocional de Blue Neighbourhood junto con la pre-orden del álbum y luego lanzado como el tercer sencillo oficial el 16 de octubre de 2015.

## Antecedentes
"Talk Me Down" se incluyó como un sencillo promocional para aquellos que ya habían reservado el álbum y fue la única canción inédita disponible antes de su liberación. Los usuarios que ya habían comprado WILD recibieron un descuento para comprar Blue Neighbourhood.

## Recepción

### Crítica
Recibió generalmente críticas positivas de los críticos, que elogiaron sus temas maduros y su producción dramática. En una reseña de Blue Neighborhood, Everett True, de The Guardian, escribió "el escalofriante Talk Me Down de Macklemore con su mirada descarada e implacable a los efectos duraderos de la homofobia.
Jules Lefevre, de Rolling Stone Australia, complementó la sensibilidad pop de la canción, al decir que el sonido "almohadillado" y "orquestal" de Talk Me Down está invadido por un "gancho de coro inquebrantable".
Herald Sun calificó la producción como melancólica y la canción como "gloriosa" y "perfecta para la historia que se cuenta".

## Vídeo Musical
El vídeo musical de TALK ME DOWN es el tercer y final vídeo de la trilogía de vídeos del álbum Blue Neighbourhood, dirigido por Tim Mattia y promocionado el 20 de octubre de 2015.

### Trama
La trama de TALK ME DOWN da continuidad al vídeo de la canción anterior «Fools» que también forma parte de la trilogía de vídeos de Blue Neighbourhood. Publicado el 20 de octubre de 2015. 
En este se muestra a Sivan presente en el funeral del padre del que fue el amor de su infancia, este se encuentra acompañado de su novia, Sivan tratando de evitar esta situación, camina alrededor del cementerio, en dónde se realiza la obra fúnebre, luego el amor de su infancia lo encuentra y le toca el hombro a Sivan, de inmediato Sivan se levanta y lo abraza; dándose cuenta su novia, este de inmediato suelta a Sivan para irse con ella, para luego mostrar a este en un acantilado que da vista al mar, en el cual se suicida; después de haber sufrido años a causa de la homofobia. Luego Sivan se suicida por la pérdida de su gran amor. Proporcionando líneas directas para la prevención del suicidio.